# Celery
Celery è il novantanovesimo album in studio del chitarrista statunitense Buckethead, pubblicato il 5 agosto 2014 dalla Hatboxghost Music.
Si tratta del settantunesimo disco appartenente alla serie "Buckethead Pikes".

## Tracce
Musiche di Buckethead.
1. Celery – 29:03

## Formazione
- Buckethead – chitarra, basso, programmazione